# Mistrzostwa Ameryki Centralnej w Piłce Ręcznej Mężczyzn 2023
Mistrzostwa Ameryki Południowej w Piłce Ręcznej Mężczyzn 2023 – oficjalny międzynarodowy turniej piłki ręcznej zorganizowany przez COSCABAL służący jako kwalifikacja do innych zawodów dla męskich reprezentacji narodowych z Ameryki Centralnej. Odbył się w pięciozespołowej obsadzie w dniach 21–25 lutego 2023 roku w Managui.
Pięć uczestniczących zespołów rywalizowało systemem kołowym w ramach jednej grupy. Zawody były kwalifikacją do CACSO 2023 i Mistrzostw Ameryki Południowej i Centralnej 2024.
Z kompletem zwycięstw triumfowała reprezentacja Kostaryki, która wraz z Nikaraguą awansowała na Igrzyska Ameryki Środkowej i Karaibów 2023. Najwięcej bramek zdobył przedstawiciel gospodarzy, Kenneth Garay.

## Mecze
| 21 lutego 202318:00 | Honduras | 25:19(7:12) | Gwatemala | Instituto Nicaragüense de Deportes, Managua Widzów: 150 Sędzia: Castillo, Alvarado |
| 21 lutego 202318:00 |          | 25:19(7:12) |           | Instituto Nicaragüense de Deportes, Managua Widzów: 150 Sędzia: Castillo, Alvarado |

| 21 lutego 202320:00 | Salwador | 29:33(13:13) | Nikaragua | Instituto Nicaragüense de Deportes, Managua Widzów: 250 Sędzia: Barahona, Gomez |
| 21 lutego 202320:00 |          | 29:33(13:13) |           | Instituto Nicaragüense de Deportes, Managua Widzów: 250 Sędzia: Barahona, Gomez |

| 22 lutego 202318:00 | Honduras | 26:20(12:8) | Salwador | Instituto Nicaragüense de Deportes, Managua Widzów: 100 Sędzia: Correa, Correa |
| 22 lutego 202318:00 |          | 26:20(12:8) |          | Instituto Nicaragüense de Deportes, Managua Widzów: 100 Sędzia: Correa, Correa |

| 22 lutego 202320:00 | Nikaragua | 25:30(11:14) | Kostaryka | Instituto Nicaragüense de Deportes, Managua Widzów: 250 Sędzia: Gomez, Parra |
| 22 lutego 202320:00 |           | 25:30(11:14) |           | Instituto Nicaragüense de Deportes, Managua Widzów: 250 Sędzia: Gomez, Parra |

| 23 lutego 202318:00 | Kostaryka | 25:22(15:9) | Gwatemala | Instituto Nicaragüense de Deportes, Managua Widzów: 100 Sędzia: Parra, Arana |
| 23 lutego 202318:00 |           | 25:22(15:9) |           | Instituto Nicaragüense de Deportes, Managua Widzów: 100 Sędzia: Parra, Arana |

| 23 lutego 202320:00 | Nikaragua | 44:32(26:18) | Honduras | Instituto Nicaragüense de Deportes, Managua Widzów: 280 Sędzia: Castillo, Alvarado |
| 23 lutego 202320:00 |           | 44:32(26:18) |          | Instituto Nicaragüense de Deportes, Managua Widzów: 280 Sędzia: Castillo, Alvarado |

| 24 lutego 202318:00 | Salwador | 21:39(10:19) | Kostaryka | Instituto Nicaragüense de Deportes, Managua Widzów: 80 Sędzia: Pagoaga, Zambrano |
| 24 lutego 202318:00 |          | 21:39(10:19) |           | Instituto Nicaragüense de Deportes, Managua Widzów: 80 Sędzia: Pagoaga, Zambrano |

| 24 lutego 202320:00 | Gwatemala | 29:32(14:14) | Nikaragua | Instituto Nicaragüense de Deportes, Managua Widzów: 450 Sędzia: Castillo, Alvarado |
| 24 lutego 202320:00 |           | 29:32(14:14) |           | Instituto Nicaragüense de Deportes, Managua Widzów: 450 Sędzia: Castillo, Alvarado |

| 25 lutego 202318:00 | Salwador | 20:26(12:15) | Gwatemala | Instituto Nicaragüense de Deportes, Managua Widzów: 50 Sędzia: Pagoaga, Zambrano |
| 25 lutego 202318:00 |          | 20:26(12:15) |           | Instituto Nicaragüense de Deportes, Managua Widzów: 50 Sędzia: Pagoaga, Zambrano |

| 25 lutego 202320:00 | Kostaryka | 35:26(18:10) | Honduras | Instituto Nicaragüense de Deportes, Managua Widzów: 50 Sędzia: Parra, Rojas |
| 25 lutego 202320:00 |           | 35:26(18:10) |          | Instituto Nicaragüense de Deportes, Managua Widzów: 50 Sędzia: Parra, Rojas |